# Голумбйовський Віктор Павлович
Віктор Павлович Голумбйовський — солдат Збройних Сил України, учасник російсько-української війни, що загинув у ході російського вторгнення в Україну в 2022 році.

## Життєпис
Віктор Голумбйовський народився 1983 року в м. Баранівка (нині Новоград-Волинського району) Житомирській області. Був призваний за мобілізацією у перший день повномасштабного російського вторгнення в Україну 24 лютого 2022 року. Військову службу ніс у складі 30-тої окрема механізована бригада ім. князя Костянтина Острозького на посаді стрільця-снайпера.
Загинув 8 березня 2022 року в результаті артилерійського обстрілу позицій 30-тої окремої механізованої бригади на Світлодарській дузі у Донецькій області.

## Родина
Вдома у військового залишилася дружина та донька.

## Нагороди
- орден За мужність III ступеня (2022, посмертно) — за особисту мужність і самовіддані дії, виявлені у захисті державного суверенітету та територіальної цілісності України, вірність військовій присязі [7].